# Amori e veleni
Amori e veleni è un film del 1950 diretto da Giorgio Simonelli.
Venne distribuito anche con il titolo I moschettieri della regina.

## Trama
XVII secolo. La regina Cristina di Svezia è a Roma, ospite di un cardinale che spera di convertirla al cattolicesimo. Una sera, dopo una faticosa partita di caccia, Cristina, col suo seguito, domanda ospitalità al duca di Ceri, che da poco è giunto nel suo castello con la giovane moglie Annamaria. Santinelli, capitano delle guardie della regina, e suo favorito, s'innamora della giovane duchessa. Questa passione desta naturalmente la gelosia della regina. Della situazione approfitta la cognata della duchessa, ansiosa di sbarazzarsi di Annamaria, il cui matrimonio col duca ha tolto al proprio figlio ogni speranza d'eredità. Con la complicità del barone d'Aversa, essa avvelena il duca, facendo in modo che Annamaria sia ritenuta colpevole del veneficio. Arrestata e caduta in mano del barone d'Aversa, la giovane vedova viene condotta al castello dei Ceri, dov'è esposta all'odio micidiale della cognata. Saputala in pericolo, Santinelli accorre in suo soccorso e incontrato il d'Aversa, l'uccide. La cognata tenta di pugnalare Annamaria, ma il figlio di lei si frappone e riceve il colpo destinato alla duchessa. Cristina rinunzia all'amore di Santinelli e parte per la Francia.

## Distribuzione
Il film è stato distribuito nel circuito cinematografico italiano il 21 febbraio del 1950.

## Accoglienza
Incasso accertato a tutto il 31 dicembre 1952: 217.350.000 lire dell'epoca.